# Cotesia calodetta
Cotesia calodetta är en stekelart som först beskrevs av Nixon 1974.  Cotesia calodetta ingår i släktet Cotesia och familjen bracksteklar. Arten är reproducerande i Sverige. Inga underarter finns listade i Catalogue of Life.